# Autochtoon (geologie)

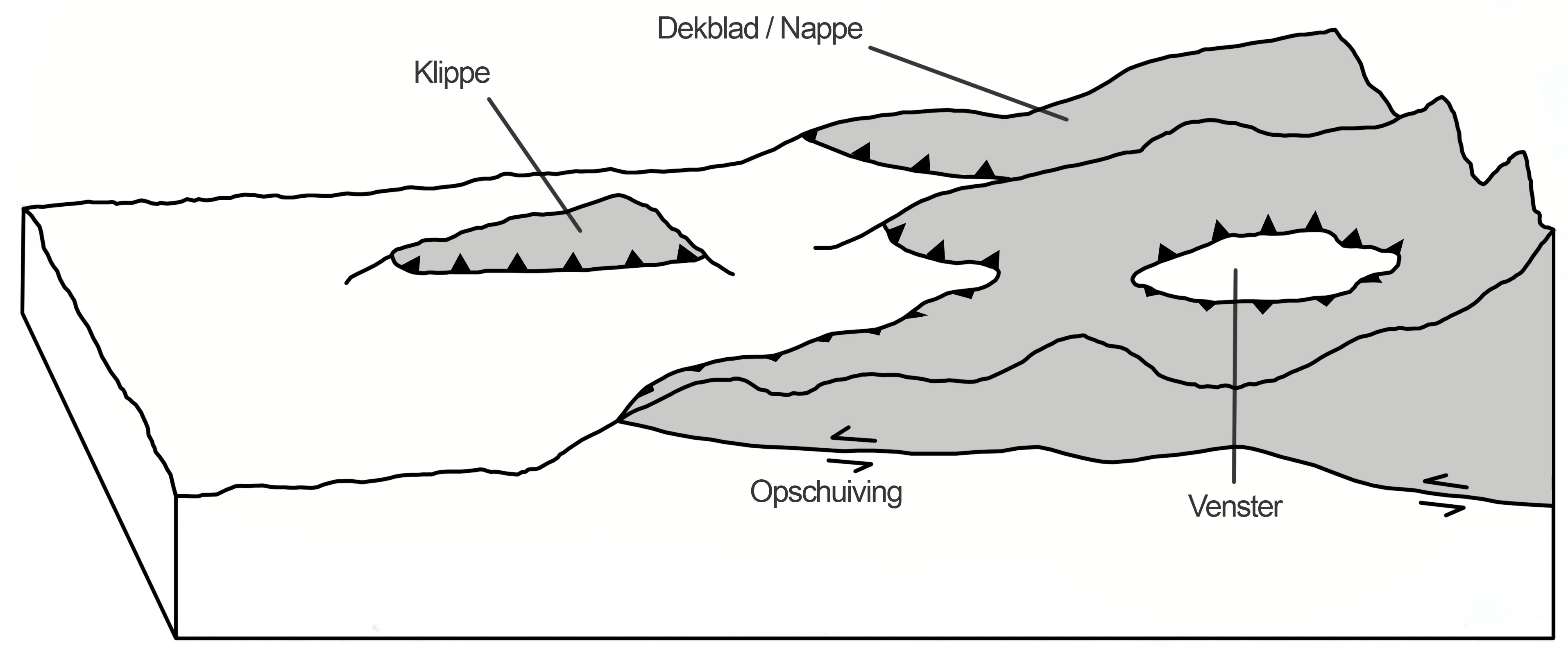
Schematische tekening van een overschuiving: het gesteente van de allochtone nappe is het grijze materiaal dat over het autochtone gesteente (wit) is heen geschoven. Een venster is een plek waar het autochtone gesteente door een erosief gat in de nappe dagzoomt. Een klippe is een plek waar een geïsoleerd stuk van het nappegesteente boven op het autochtone gesteente ligt.

Met autochtoon werd in de structurele geologie voor de ontwikkeling van de platentektoniek bedoeld dat gesteenten of terreinen onderop liggen bij een grote overschuiving. Tegenwoordig is de betekenis al het materiaal dat zich op de tektonische plaat bevindt waar ze voor de overschuiving ontstond ook lag. Beide betekenissen zijn naast elkaar in gebruik, maar komen meestal op hetzelfde neer.
Orogenen (gebergten en verdwenen oude gebergten) worden volgens de theorie van platentektoniek gevormd door continentale collisie, het op elkaar "botsen" van twee stukken continentale korst van verschillende tektonische platen. Daarbij worden stukken aardkorst van de twee platen over elkaar geschoven en geplooid. Daardoor komt autochtoon en allochtoon materiaal soms naast elkaar voor.